# Black Elk
John Neihardt 1932-ben megjelent könyve, a „Black Elk Speaks” („Így szól Black Elk”) népszerűségének köszönhetően az utóbbi idők legismertebb észak-amerikai bennszülött álomlátója, talán a Black Elk (Hehaka Sapa) nevű szent ember (1863. december 1. – 1950. augusztus 19.) Őrült Lónak (Crazy Horse) másodunokatestvére volt.

## Élete
Black Elk az oglala sziú nép számára sorsdöntő időszakban élt, mikor a fehérekkel megindult összeütközések az indián háborúkban elszenvedett vereséghez és a rezervátumbeli élet kezdetéhez vezettek. Black Elk sokat tett a Szellemtánc megalapításáért és haláláig küzdött népe fennmaradásáért.
Black Elk 1876-ban jelen volt, de nem vett részt a Little Bighorn-i csatában mivel unokatestvére Őrült Ló nem engedte elindulni a csatába annak ellenére, hogy édesapja szerette volna. 1890-ben megsebesült a Wounded Knee mészárlásban.
1887-ben Angliába utazott Buffalo Bill vadnyugati bemutató show-jával, amelyet a „Black Elk Speaks” című könyv 20. fejezetében kellemetlen élménynek nevez.
Black Elk 1892-ben feleségül veszi első feleségét, akinek Katie War Bonnett a neve. Katie katolikussá válik és mind a három gyermekük katolikus lesz. 1903-ban, felesége halála után, ő is megkeresztelkedik, felveszi a Nicholas Black Elk nevet és hitoktatóként működik. Bár felvette a kereszténységet, Black Elk tovább vezeti népét, mint álomlátó. 1905-ben összeházasodik Anna Brings White kétgyermekes özvegyasszonnyal. Annának és Black Elknek három közös gyermekük lett. Második felesége 1941-ben halt meg.
Életének vége felé Black Elk elmondta John Neihardtnak és Joseph Epes Brownnak életének történetét és néhány szent sziú szokást. Elbeszéléseinek kinyomtatása nagy érdeklődést keltett a fehérek körében az indián kultúrák iránt.
Úgy tartják, hogy Black Elk számos csodát művelt, melyek lehetővé tették, hogy népe megbirkózzék a fehérek elkövetkező támadásával.

## Black Elk álma
Neihardt könyve szerint 1872-ben, kilencéves korában 12 napos önkívületi állapotba került. Ezalatt nagy álomlátása támadt, melyben két férfi a felhő közé vezette. Ott egy pej lovat mutattak neki, melynek neve „A négy égtáj lova” (észak, kelet, dél, nyugat) volt. Ezután az állat egy felhőhöz vezette, ahol meglátta hat „nagyapját” – ősök figuráit, akik a hat irányt testesítették meg (észak, kelet, dél, nyugat, fent és lent). Mind a hat olyan jelentős erőket árult el Black Elknek, melyek gyógyításra és viszályok elsimítására képes szent emberré tették. Azt a feladatot jelölték ki számára, hogy népét vezesse vissza a szent Vörös Útra, az indiánok ösvényére, mely a fennmaradásuk záloga.

## Könyvek
Könyvek Black Elktől
- The Sixth Grandfather: Black Elk's Teachings Given to John G. Neihardt, nyomtatta Raymond J. Demallie, University of Nebraska Press; únew editionj kiadvány, 1985
- Black Elk Speaks: being the life story of a holy man of the Oglala Sioux (John G. Neihardtnak elmesélt történet), Bison Books, 2004 (1932-ben az eredeti nyomtatás);

Black Elk SpeaksPDF(1.49 MiB)
- The Sacred Pipe: Black Elk's Account of the Seven Rites of the Oglala Sioux (Joseph Epes Brownnak elmesélt történet), MJF Books, 1997
- Spiritual Legacy of the American Indian (Joseph Epes Brownak elmesélt történet), World Wisdom, 2007

Könyvek Black Elkről
- Black Elk: Holy Man of the Oglala, írta Michael F. Steltenkamp
- Nicholas Black Elk: Medicine Man, Missionary, Mystic, írta Michael F. Steltenkamp, University of Oklahoma Press; 2009. ISBN 0-8061-4063-1
- The Sixth Grandfather: Black Elk's Teachings Given to John G. Neihardt, nyomtatta Raymond J. DeMallie; 1985
- Black Elk and Flaming Rainbow: Personal Memories of the Lakota Holy Man, írta Hilda Neihardt, University of Nebraska Press, 2006. ISBN 0-8032-8376-8
- Black Elk’s Religion: The Sun Dance and Lakota Catholicism, írta Clyde Holler, Syracuse University Press; 1995
- Black Elk: Colonialism and Lakota Catholicism, írta Damian Costello
- Black Elk Reader, nyomtatta Clyde Holler, Syracuse University Press; 2000

## Magyarul
- Robert M. Utley: A lándzsa és a pajzs. Ülő Bika élete és kora; ford. Hahner Péter / Black Elk: A szent pipa. Az oglala sziúk hét rítusa Fekete Jávorszarvas elbeszélésében; rögzítette, szerk. Joseph E. Brown, ford. Bökönyi Teodóra; Osiris, Budapest, 2004 (Osiris könyvtár. Antropológia)